# Thomas Neville Waul
Thomas Neville Waul (5 janvier 1813 - 28 juillet 1903) est un brigadier général de l'armée des États confédérés au cours de la guerre de Sécession (guerre civile). Avant la guerre de Sécession, il est professeur, avocat, juge et planteur. Il sert pendant un an au Congrès provisoire des États confédérés du Texas. Il est capturé lors de la chute de Vicksburg, Mississippi le 4 juillet 1863 et échangé en octobre 1863. Après sa promotion, Waul sert dans département du trans-Mississippi confédéré. Il est blessé lors de la bataille de Jenkins' Ferry. Après la guerre de Sécession, Waul est agriculteur et avocat vivant au Texas, jusqu'à sa mort à l'âge de 90 ans.

## Avant la guerre
Thomas N. Waul naît le 5 janvier 1813, dans le district Sumter, actuellement le comté de Sumter, Caroline du Sud, près de Stateburg,. Il étudie dans le South Carolina College, actuellement l'université de Caroline du Sud, jusqu'en licence, puis part pour Florence, Alabama, où il est professeur. Il s'installe à Vicksburg, Mississippi, en 1830, où il devient avocat en 1835 et juge. En 1850, il déménage pour le comté de Gonzales, au Texas, et devient planteur. Waul tente vainement d'obtenir un siège au congrès des États-Unis en 1854. Il sert en tant que délégué à la convention de Sécession du Texas.

## Guerre de Sécession
Thomas N. Waul est un membre du Congrès provisoire des États confédérés du Texas entre le 19 février 1861 et le 17 février 1862, lorsqu'un gouvernement permanent confédéré est établi. Lors de ce congrès provisoire, il est l'un des signataires de la Constitution provisoire des États confédérés en tant que délégué de l'État du Texas. Il sert dans le comité des affaires commerciales et dans le comité des affaires indiennes. Il s'oppose à la traite négrière comme effort diplomatique et aux restrictions sur le commerce du coton. Il prend en charge l'établissement du gouvernement central, le libre-échange, et de la défense locale. Waul perd l'élection pour un siège au premier congrès confédéré du congrès des États Confédérés.
Le 17 mai 1862, Waul entre dans l'armée des États Confédérés en tant que colonel de la Waul's Legion, qu'il recrute.
Waul est capturé lors de la chute de Vicksburg, le 4 juillet 1863. Waul est promu brigadier général le 18 septembre 1863, même s'il n'est pas échangé que le 16 octobre 1863. Sa performance et son commandement sont félicités par le major général Stephen D. Lee Waul commande ensuite une brigade de la division de John G. Walker dans le département du trans-Mississippi confédéré. La brigade de Waul combat lors de la campagne de la Red River à la bataille de Mansfield et à la bataille de Pleasant Hill, en Louisiane.
Le 30 avril 1864, après avoir été transféré en Arkansas pour s'opposer à l'expédition de Camden du major général Frederick Steele, le brigadier général Waul est blessé au bras gauche à la bataille de Jenkins' Ferry. Il reprend du service en septembre 1864, et jusqu'en décembre 1864 commande la première brigade de la première division du premier corps du département du trans-Mississippi. De janvier 1865 à au 26 mai 1865, il commande la première brigade de la première division du district du Texas, du Nouveau Mexique et de l'Arizona, dans le département du trans-Mississippi. Il n'existe aucun enregistrement de sa libération sur parole.

## Conséquences
Après la guerre de Sécession, Waul retourne au Texas où il est élu pour la première convention de la reconstruction du Texas. Après avoir exercé le droit à Galveston, Waul se retire dans le comté de Hunt, au Texas, près de Greenville, où il est agriculteur. Thomas Neville Waul meurt près de Greenville, Texas le 28 juillet 1903. Il est enterré dans le cimetière d'Oakwood à fort Worth, au Texas. Waul n'a pas de parents au moment de sa mort.